# 鸵头兽属
鴕頭獸（學名：Struthiocephalus）意為「鴕鳥的頭部」，是獸孔目恐頭獸亞目的一屬，生存於二疊紀的南非。